# Provincia de Martakert
La provincia de Martakert (en armenio: Մարտակերտ) fue una provincia de la autoproclamada República de Artsaj. Si bien la provincia fue parte de facto de Artsaj, la república tuvo un reconocimiento internacional limitado y el territorio de la provincia fue, de iure, parte de la República de Azerbaiyán. La población era principalmente armenia. La provincia de Martakert tuvo 43 comunidades de las cuales 1 se consideraba urbana y 42 eran rurales.

## Sitios culturales
El monasterio de Gandzasar, el monasterio Yeghishe Arakyal y el monasterio armenio del siglo XVII Yerits Mankants se encontraban en esta provincia. El monasterio de Vankasar estaba a las afueras de la ciudad de Martakert. El sitio arqueológico de la ciudad de Tigranakert también se encontraba aquí. Se cree que fue fundada en los siglos II-I a. C., ha sido excavada desde 2005. Se han descubierto algunas de las murallas de la ciudad, con torres de estilo helenístico, así como la basílica armenia que data de los siglos V al VII.

## Economía
Las ramas principales de la economía eran la viticultura y la fruticultura, la industria estaba poco desarrollada. Operaban las empresas Sarsang HPP, Vank Woodworking Plant y Drmbon Mining և Martakert "ERA".

## Educación
En 2007, Armenia Fund construyó una escuela de dos pisos en Madagiz bajo los auspicios de su filial en Toronto (Canadá). En 2008, con el dinero donado por la filial libanesa del Fondo Hayastan All-Armenian, el jardín infantil de la aldea fue completamente renovado y amueblado.
Financiada por su filial de East New York (EE. UU.), La Fundación estableció un aula de informática en Vaghuhas High School en 2013, que se construyó en 2008 bajo los auspicios de un benefactor empresarial armenio. En la aldea de Chapar, en la provincia, la construcción de una escuela secundaria de dos pisos patrocinada por otro empresario armenio estuvo casi terminada.